# Białka (Rawka)
Die Białka ist ein zentralpolnischer Fluss in der Woiwodschaft Łódź. Sie ist ein rechtsseitiger Nebenfluss der Rawka. Die Białka entspringt östlich der Stadt Biała Rawska und mündet zwischen Nowy Dwór und Wołucza in die Rawka. Sie ist der größte Nebenfluss der Rawka.
Die bekanntesten Ortschaften an der Rawka sind die Stadt Biała Rawska sowie die Dörfer Jelitów, Teodozjów, Przewodowice, Julianów Raducki.

## Weblinks

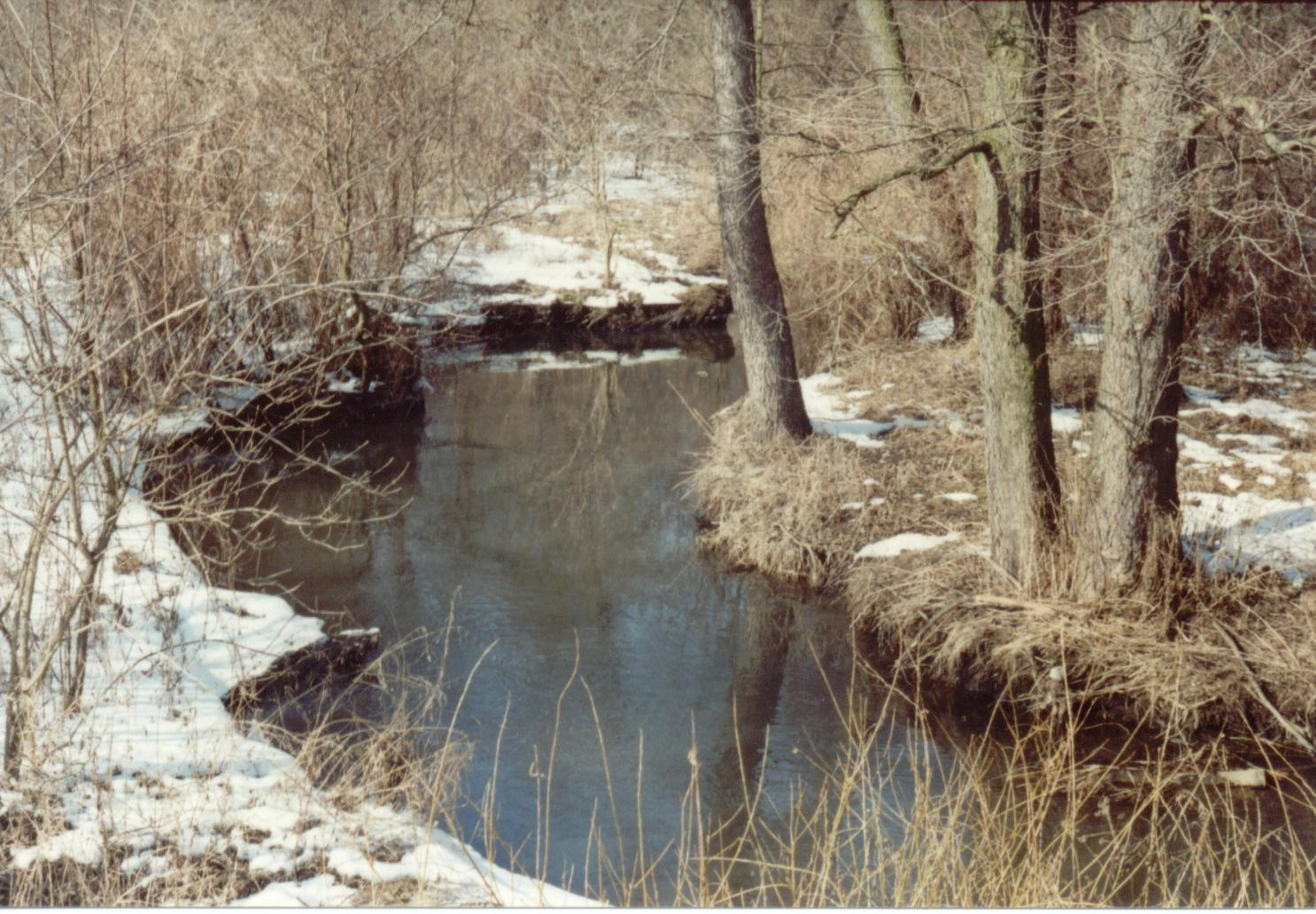
Białka-Landschaft zwischen Julianów Raducki und Przewodowice